# Lista de transmissoras da Copa Sul-Americana
Esta é a lista das emissoras de televisão que transmitem os jogos da Copa Sul-Americana em todo o mundo. A competição é assistida em mais de 180 países e é uma das mais importantes do cenário futebolístico mundial.

## Transmissões internacionais

### América do Sul

#### 2023–2026[1]
| País/Região                                                                                                  | Idioma    | Transmissor              | Grátis/Pago    |
| --- | --------- | ------------------------ | -------------- |
| América hispânica - Argentina - Bolívia - Chile - Colômbia - Equador - Paraguai - Peru - Uruguai - Venezuela | Espanhol  | DSports                  | Pago           |
| Brasil | Português | SBT                      | Grátis         |
| Brasil | Português | ESPN (incluindo Disney+) | Pago           |
| Brasil | Português | Paramount+               | Pago-Streaming |

### Internacional
| País           | Transmissor | Grátis/Pago | Ref.  |
| -------------- | ----------- | ----------- | ----- |
| Canadá         | BeIN Sports | Pago        | [ 2 ] |
| Estados Unidos | BeIN Sports | Pago        | [ 2 ] |